# Solitaire (песня Нила Седаки)
«Solitaire» — песня американских музыкантов Нила Седаки и Фила Коди.
Наибольшую известность получила в исполнении группы The Carpenters, вышедшая в 1975 году в качестве сингла с их шестого студийного альбома Horizon (1975).
Сингл достиг семнадцатого места в американском хит-параде Billboard Hot 100 и первого места в чарте лёгкой музыки Adult Contemporary, став для дуэта их двенадцатым чарттоппером.

## Ранние версии
Нил Седака записал «Solitaire» в качестве титульной песни для своего альбома 1972 года, записанного в Strawberry Studios, Стокпорт, Англия: помогали ему участники группы 10cc Лол Крим, Кевин Годли и Грэм Гоулдман, в то время как Эрик Стюарт из 10cc также был звукоинженером этой сессии.
Появившись впервые на альбомах 1972 года у британских певцов Тони Кристи и Петулы Кларк, трек «Solitaire» был впервые выпущен в качестве сингла только в феврале 1973 года в исполнении британской рок-группы The Searchers. Однако, только версия Энди Уильямса появившаяся осенью 1973 года смогла стать популярной и достичь 4-го места в британском чарте синглов, 23-го места в Easy Listening в США и позволила Уильямсу стать хитом № 1 в Южной Африке. Она дала название полноформатному диску и стала ведущим синглом к нему. Продюсером этой записи выступил Ричардом Перри. По общему мнению американских профессиональных журналов музыкальной индустрии Перри вместе с командой довольно известных сессионных музыкантов смогли создать один из лучших хитов певца за последнее время, предопределив ему высокое положение в рейтингах.
В 1974 году запись Нила Седаки «Solitaire» 1972 года была включена в его альбом-компиляцию Sedaka’s Back. Позже, в 1975 году, была выпущена концертная версия, записанная Седакой в Королевском фестивальном зале для би-сайда сингла «The Queen of 1964». Эта версия «Solitaire» была выпущена как часть альбома Razor & Tie Definitive Collection 2007 года.

### Список композиций сингла Энди Уильямса
| №  | Название    | Автор(ы)             | Длительность |
| -- | ----------- | -------------------- | ------------ |
| 1. | «Solitaire» | Нил Седака, Фил Коди | 3:03         |

| №  | Название  | Автор(ы)                       | Длительность |
| -- | --------- | ------------------------------ | ------------ |
| 1. | «My Love» | Пол Маккартни, Линда Маккартни | 3:57         |

### Участники записи сингла Энди Уильямса
Список составлен в соответствии с информацией базы данных Discogs.

| «Solitaire»: - Энди Уильямс — вокал - Джим Райан — акустическая гитара - Рэд Родес — педальная слайд-гитара - Том Хенсли — клавесин - Линкольн Мейорга — фортепиано - Лайл Ритц — бас - Кирби Джонсон — струнные и духовые инструменты - Джим Келтнер — ударные | «My Love»: - Энди Уильямс — вокал - Джимми Калверт — электрогитара - Вини Понсия — акустическая гитара - Джон Моррелл — акустическая гитара - Билли Фендер — акустическая гитара - Том Хенсли — электропианино, струнные и духовые инструменты - Джо Осборн — бас - Джим Келтнер — ударные |

### Позиции в хит-парадах сингла Энди Уильямса
| Хит-парад (1973—1974)             | Высшая позиция |
| --------------------------------- | -------------- |
| Великобритания (UK Singles Chart) | 4              |
| Ирландия (IRMA)                   | 3              |
| Канада (RPM Adult Contemporary)   | 34             |
| Новая Зеландия (Listener)         | 18             |
| США (Billboard Easy Listening)    | 23             |
| ЮАР (Springbok)                   | 1              |

| Хит-парад (1974)             | Позиция |
| ---------------------------- | ------- |
| Великобритания (Gallup Poll) | 52      |
| ЮАР (Springbok)              | 5       |

## Версия The Carpenters
The Carpenters записали «Solitaire» для студийного альбома Horizon 1975 года; Ричард Карпентер, знакомый с песней по версиям Нила Седаки и Энди Уильямса, был «не в восторге» от песни, но он чувствовал, что она продемонстрирует вокальные возможности Карен Карпентер. Несмотря на то, что в итоге он оценил её вокальное исполнение в «Solitaire» как «одно из [её] лучших», Ричард вспоминал, что «ей никогда не нравилась эта песня [и]… она никогда не меняла своего отношения».
Композиция была издана в виде третьего сингла к указанному альбому; для сингловой версии было добавлено гитарное соло между первым куплетом и припевом.
Британская пресса встретила новую работу ансамбля благоприятно. Еженедельник Record Mirror назвал её в числе лучших синглов недели. По мнению обозревателя Рэя Фокс-Камминга в этот период времени The Carpenters действовали безошибочно, и «задумчивая баллада обязательно найдёт признание и место в чартах».
Релиз достиг 17-го места в Billboard Hot 100 и стал наименее успешным синглом дуэта с момента выхода «Bless the Beasts and Children» 1971 года. В то же время «Solitaire» стал двенадцатым из пятнадцати хитов группы возглавлявших Billboard Easy Listening. В Великобритании трек поднялся на 32-ю строчку UK Singles Chart и пробыл в этом рейтинге 5 недель.

### Список композиций
| №  | Название    | Автор(ы)             | Длительность |
| -- | ----------- | -------------------- | ------------ |
| 1. | «Solitaire» | Нил Седака, Фил Коди | 4:40         |

| №  | Название                | Автор(ы)                    | Длительность |
| -- | ----------------------- | --------------------------- | ------------ |
| 1. | «Love Me for What I Am» | Пальма Паскаль, Джон Беттис | 3:28         |

### Участники записи
The Carpenters:
- Карен Карпентер — вокал
- Ричард Карпентер — бэк-вокал, Родес-пиано

Приглашённые музыканты:
- Джо Осборн[англ.] — бас-гитара
- Тони Пелузо[англ.] — гитара
- Джим Гордон — ударные
- Эрл Дамлер — гобой

| Хит-парад (1975)                   | Высшая позиция |
| ---------------------------------- | -------------- |
| Австралия (Kent Music Report)      | 61             |
| Великобритания (UK Singles Chart)  | 32             |
| Канада (RPM Top Singles)           | 12             |
| Канада (RPM Pop Music Playlist)    | 3              |
| Новая Зеландия (Recorded Music NZ) | 6              |
| США (Billboard Easy Listening)     | 1              |
| США (Billboard Hot 100)            | 17             |
| Япония (Oricon Singles)            | 44             |

| Хит-парад (1975)                       | Место |
| -------------------------------------- | ----- |
| Канада (RPM Year-End)                  | 116   |
| США (Billboard Easy Listening Singles) | 40    |